# 奥地利边界围栏
奥地利边界围栏是奥地利于2015年11月至2016年1月在其与斯洛文尼亚接壤边界，以及2016年在其与意大利接壤边界修建的隔离墙和移民管理措施，以应对欧洲移民危机。它们位于欧盟内部边界，奥地利、意大利和斯洛文尼亚都是欧盟成员国，也是自由旅行申根区，有共同的联盟签证政策。斯洛文尼亚边界上的隔离墙长达数公里，位于最繁忙的过境点施皮尔费尔德-申蒂利附近，包括警察设施，用于筛查和审核移民。另一个移民管理设施，位于奥地利靠近意大利南蒂罗尔布伦内罗的边境，于2016年建成。
2016年2月，奥地利与斯洛文尼亚等巴尔干半岛国家签署了一项协议，阻止移民从希腊流向中欧。

## 历史
2015年11月，在欧洲移民危机期间，奥地利宣布打算在与斯洛文尼亚的边境上修建边境隔离墙。该隔离墙的目的是帮助控制障碍的难民和移民的流动。奥地利和斯洛文尼亚都在申根区内。
围栏最初沿着施皮尔费尔德附近从斯洛维尼亚进入奥地利的最繁忙过境点建造，长约3.7（2.3英里）。根据奥地利内政部长约翰娜·米克尔-莱特纳的说法，隔离墙高度为2.2米。不过，如果需要的话，可以在48小时内建造一个25公里长的可伸缩围栏。施工在十一月初开始。隔离墙已于2016年1月完成。

奥地利和巴尔干半岛国家

2016年2月，奥地利内政部长约翰娜·米克尔-莱特纳宣布，奥地利将允许在一天内最多80个避难申请，最多有3200个避难申请人，如果他们在另一个国家申请避难，他们可以越过奥地利边境。如果达到这两个数字中的一个，奥地利将关闭边界。在宣布这一消息的时候，每天有200人申请在奥地利避难。奥地利、斯洛文尼亚和其他巴尔干国家的外交部长在没有希腊的情况下在奥地利举行会议，并同意减少移民流入中欧和“迟早（……）会完全关闭他们的大门”。
另一个移民管理设施，位于奥地利靠近意大利南蒂罗尔布伦内罗的边境，于2016年建成。

## 政治背景
奥地利估计，在2015年的前十个月里，该国将登记95,000个避难申请，是欧盟内部移民准入率最高的国家之一。
此举是在国内要求限制移民的压力日益增大之际出台的。11月初，奥地利自由党领导人海因茨-克里斯蒂安·斯特拉赫控告总理维尔纳·法伊曼、内政部长米克尔-莱特纳、国防部长杰拉尔德·克鲁格和奥地利联邦铁路为外国人走私，以及针对移民潮“未能保护国家边界”。